# Ewa Fröling
Eva Marie (Ewa) Fröling (Stockholm, 9 augustus 1952) is een Zweeds actrice.
Ewa Fröling studeerde aan de Zweedse toneelacademie. Tussen 1977 en 1988 was ze verbonden aan de koninklijke schouwburg van Stockholm. In de jaren 90 trad ze vooral op in de stadschouwburg van Stockholm. Fröling maakte haar debuut op het witte doek in 1976. Buiten Zweden is ze bekend voor haar vertolkingen van Emilie Ekdahl in Fanny en Alexander (1982) en Harriet Vanger in Mannen die vrouwen haten (2009).

## Filmografie (selectie)
- 1981: Sally och friheten
- 1982: Fanny och Alexander
- 1983: Två killar och en tjej
- 1987: Träff i helfigur
- 1987: Jim och piraterna Blom
- 2001: Sprängaren
- 2003: Paradiset
- 2009: Män som hatar kvinnor